# 大野正雄
大野 正雄（おおの まさお、 1931年10月23日 - 2019年3月12日）は日本の作曲家。

## 経歴
1931年（昭和6年）大阪府に生まれる。1953年（昭和28年）大阪音楽大学短期学部作曲学科を卒業。後に日本ビクターの専属作曲家となる。
戦後復興期の歌謡曲を多数作曲したほか、朝日テレビの長寿番組『新婚さんいらっしゃい!』のテーマソングの作曲など大衆的なもの知られているが、交響曲『大阪』、交声曲『蔵王絶唱』、協奏曲などを手掛けるなど、幅広いジャンルに携わった。
2019年（平成31年）3月12日、肺炎のため死去、87歳没。

## 主な作曲
- 『今日子』（歌手：橋幸夫、作詞：川内康範）
- 『霧のハイウェー』（歌手：青江三奈、作詞：川内康範）
- 『さわらびの丘』（歌手：橋幸夫、作詞：阪田寛夫）
- 『こいさんのラブ・コール』（歌手：フランク永井、作詞：石浜恒夫）
- 『天満橋から』（歌手：吉永小百合、作詞：佐伯孝夫）
- 『奈良の春日野』（歌手：吉永小百合、作詞：佐伯孝夫） - シングルカットの経緯は曲の項目を参照。
- 『君・星よりもはるかなり』（歌手：橋幸夫、作詞：川内康範）
- 『大阪ぐらし』（歌手：フランク永井、作詞：石浜恒夫）
- 『初恋の詩』（歌手：フランク永井、作詞：鴻池善右衛門）